# Emmesomyia grisea
Emmesomyia grisea är en tvåvingeart som först beskrevs av Robineau-desvoidy 1830.  Emmesomyia grisea ingår i släktet Emmesomyia och familjen blomsterflugor. Arten är reproducerande i Sverige. Inga underarter finns listade i Catalogue of Life.